# Giacomo Sozzi

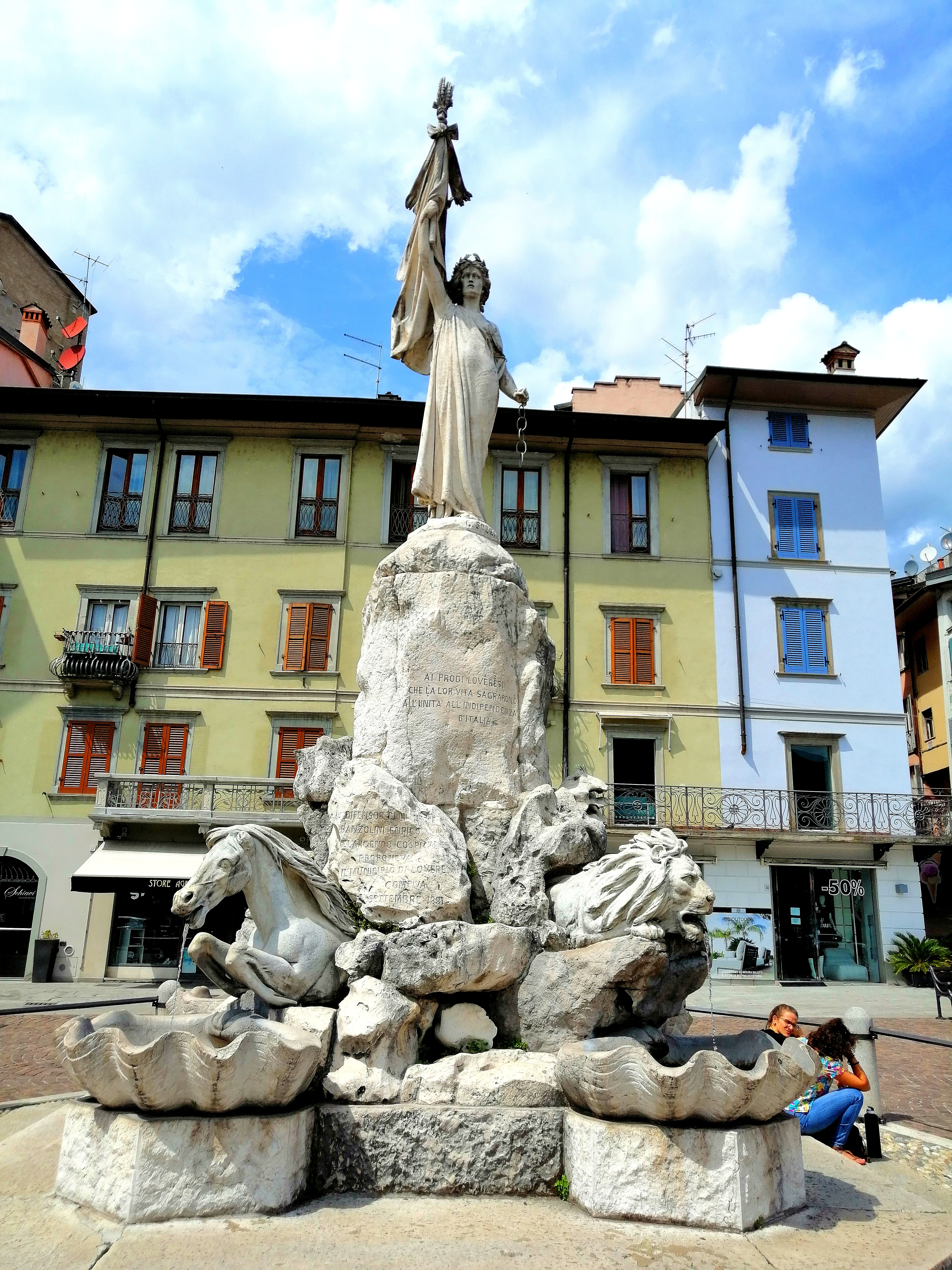
Fontana e monumento del Sozzi a Lovere dedicati all'Unità e all'Indipendenza d'Italia, sormontata da una statua della Libertà.

Giacomo Sozzi (Castione della Presolana, ... – ...; fl. XIX secolo) è stato uno scultore italiano.

## Biografia
Nel 1872 espose a Milano: Fanciullo al Bagno. Nel 1881, nella stessa città, espose tre statue in stucco: Cammilla, Baccante giovane, e Primavera . All'Esposizione di Belle Arti del 1883 a Roma, espose una statua in marmo intitolata La notte prima dell'esame e un busto in marmo intitolato La moglie. Queste due opere furono esposte anche nel 1884 a Torino, accanto ad una statua in stucco: Cippelli merli. Quest'ultimo fu esposto anche a Milano alla mostra del 1880. Scolpì anche il Monumento alla Libertà in Piazza Tredici martiri a Lovere.